# Umberto Nobile
Umberto Nobile (Lauro, 21 gennaio 1885 – Roma, 30 luglio 1978) è stato un generale, esploratore e ingegnere italiano.
Fu docente di costruzioni aeronautiche dell'Università degli Studi di Napoli "Federico II" per oltre trent'anni, nonché direttore dello Stabilimento militare di costruzioni aeronautiche a Roma dal 1919 al 1928 e generale del Corpo del genio aeronautico ruolo ingegneri dell'Aeronautica Militare. Nobile è stato uno dei pionieri e delle personalità più elevate della storia dell'aeronautica italiana; divenne famoso al grande pubblico per le sue due trasvolate in dirigibile del Polo nord, compiute nel 1926 a bordo del dirigibile Norge e nel 1928 a bordo del dirigibile Italia, quest'ultima conclusasi in tragedia.

## Biografia

### Gli studi
Figlio degli ebolitani Vincenzo e Maria La Torraca, nacque a Lauro, in provincia di Avellino, dove il padre era dipendente del locale ufficio del registro e dove il giovane Umberto frequentò i primi anni di scuola. Conseguita la maturità classica nel 1902 presso il liceo Giambattista Vico di Napoli, si laureò all'Università di Napoli nel 1908 in ingegneria industriale meccanica con il massimo dei voti. Lo stesso anno conseguì un diploma in elettrotecnica. Nel 1911 vinse un concorso e fu ammesso a frequentare, a Roma, un corso di costruzioni aeronautiche presso il battaglione del genio militare, dal quale nascerà in seguito la Regia Aeronautica.

### La progettazione militare

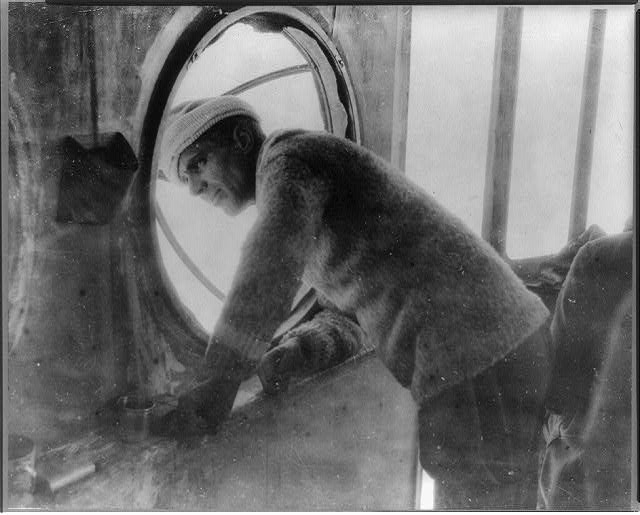
Nobile si affaccia dal Norge alla partenza da Spitsbergen, 1926

Dal 15 giugno 1915, durante la prima guerra mondiale, venne assegnato, come collaboratore del Genio, allo Stabilimento militare di Costruzioni ed Esperienze Aeronautiche lavorando con l'ing. Rodolfo Verduzio per la realizzazione del V.2, quando il modello precedente (V.1) venne abbattuto. In questi stabilimenti nel 1916 progettò un nuovo dirigibile per l'esplorazione del mare, denominato O. Nel 1919 venne nominato comandante dello stabilimento in cui prestava servizio; questa carica venne conservata fino al 1927, periodo nel quale perfezionò la progettazione dei dirigibili semirigidi per eliminarne i gravi difetti.
Umberto Nobile si occupò, oltre che della progettazione di dirigibili, anche di numerose altre questioni aeronautiche. Benché al tempo interamente assorbito dai dirigibili, progettò nel 1918 tre diversi tipi di paracadute, tra cui uno di tipo collettivo, che consentiva il lancio dell'intero equipaggio di un pallone aerostatico, e nel 1922 promosse, con l'ingegnere Gianni Caproni, la costruzione del primo aeroplano metallico in Italia, il Ca 73. Nel periodo in cui fu comandante dello Stabilimento militare di Costruzioni Aeronautiche di Roma sviluppò il progetto dello sfortunato dirigibile Roma, destinato al servizio aereo dell'esercito degli Stati Uniti e andato distrutto in un incidente a pochi mesi dall'inizio dei voli.
Nell'estate del 1922 Nobile si recò negli Stati Uniti, chiamato a collaborare alla costruzione di un'aeronave militare. Tornato in Italia, nel 1923 realizzò il dirigibile N1, modello impiegato anni dopo nella prima trasvolata al Polo Nord. Lo stesso anno venne promosso tenente colonnello del Genio aeronautico. Nel 1925 continuò la consulenza all'estero per la costruzione di nuovi modelli di dirigibili. In quell'anno stabilì i primi contatti con l'esploratore norvegese Roald Amundsen.

### La trasvolata del Polo Nord

#### La prima spedizione

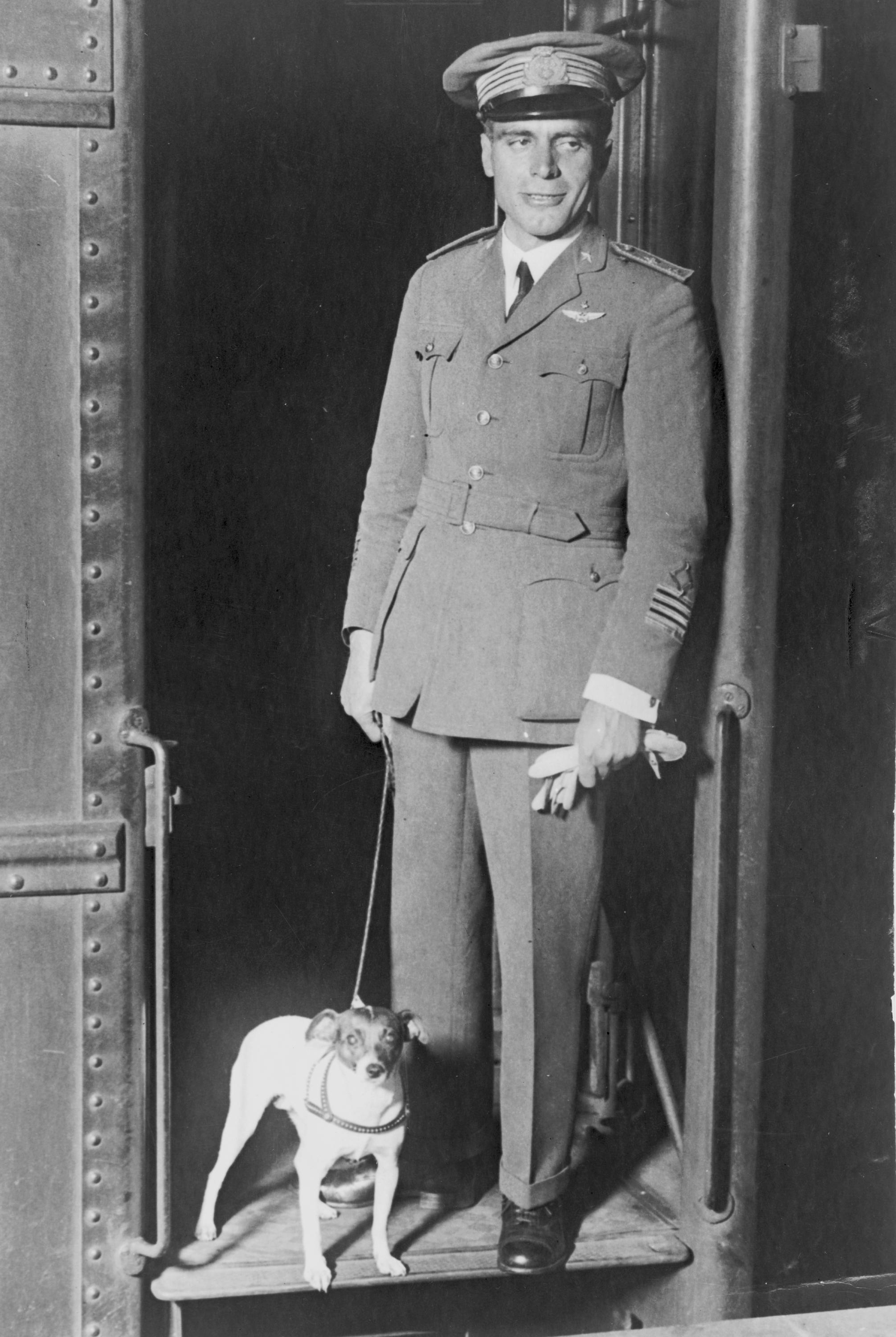
Umberto Nobile e la cagnetta Titina, 1926

Alle ore 9:30 del 10 aprile 1926 il dirigibile Norge, comandato da Umberto Nobile, iniziò il suo volo da Ciampino, facendo tappa a Pulham (Inghilterra), Oslo, Leningrado e Vadsø (Norvegia) e giungendo il 7 maggio alle isole Svalbard. Da qui, saliti a bordo anche l'esploratore norvegese Roald Amundsen e lo sponsor statunitense Lincoln Ellsworth, il Norge riprese il volo il giorno 11 maggio e giunse sopra il Polo Nord il 12 maggio, alle 1:30, ora di Greenwich. Proseguirono come programmato verso l'Alaska e atterrarono due giorni dopo a Teller, invece che a Nome, per le avverse condizioni atmosferiche, compiendo una traversata di oltre 5300 km di volo ininterrotto.
Questo viaggio sfocerà in una controversia tra Nobile e Amundsen su a chi andasse il merito e il credito per la spedizione.

Il Norge parte da Ciampino

L’impresa ebbe una vasta risonanza internazionale: in Italia il PNF riteneva l'impresa di Nobile una buona pubblicità anche oltreoceano, mentre i norvegesi reclamavano il merito maggiore, visto che l'idea era loro, così come l'acquisto del dirigibile; Amundsen era inoltre una vera celebrità internazionale e attirò molta più attenzione mediatica rispetto al quasi sconosciuto Nobile. Una volta tornato in Italia, Nobile fu promosso a maggior generale del Genio Aeronautico alla presenza di Mussolini.
Sempre nel 1926, Nobile istituì il gabinetto di Costruzioni Aeronautiche all'Università di Napoli "Federico II".

#### La seconda spedizione
Due anni dopo l’impresa del Norge, Nobile ritornò al Polo Nord come comandante del dirigibile Italia. Questa nuova spedizione, dal carattere marcatamente scientifico, ebbe inizio il 15 aprile 1928. Alla spedizione partecipò anche, con funzioni di supporto, un gruppo di alpini al comando del capitano Gennaro Sora, che avrebbe poi preso parte alle operazioni di soccorso conseguenti il disastro del dirigibile Italia.
Partito da Milano, dopo aver attraversato le Alpi, l'Austria, la Cecoslovacchia, la Germania e la Svezia l'Italia raggiunse Kingsbay, base norvegese nelle isole Svalbard. Dopo aver effettuato un primo viaggio di esplorazione a oriente delle Svalbard, l'Italia partì per il Polo Nord il 23 maggio 1928. L'ambito limite geografico fu raggiunto alle 00:24 del 24 maggio: dalla verticale del punto furono lanciate una croce benedetta da Pio XI e una bandiera dell'Italia. Il dirigibile non poté effettuare un atterraggio come previsto a causa delle avverse condizioni climatiche e dopo due ore sopra il polo iniziò il viaggio di ritorno.

#### La Tenda Rossa

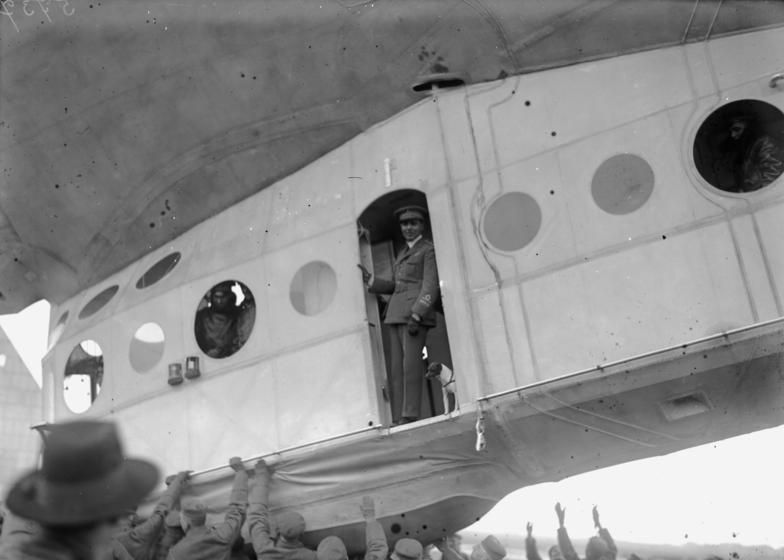
Il generale Nobile affacciato al portello della cabina dell'Italia appena giunto a Stolp, in Pomerania, durante il viaggio verso il Polo Nord nell'aprile 1928. In basso a destra la cagnetta del generale, Titina

A tragitto quasi del tutto completato, ormai in vista delle isole Svalbard, il dirigibile Italia si schiantò sui ghiacci per cause mai completamente accertate. La cabina di comando rimase incastrata sul ghiaccio con dieci uomini (Nobile, Zappi, Mariano, Viglieri, Biagi, Behounek, Malmgren, Cecioni, Trojani, Pomella morto nell'impatto) e Titina, la cagnetta del generale, mentre il resto del dirigibile (l'involucro con l'idrogeno e la grande trave chiglia sottostante contenente gran parte del carico), reso più leggero, riprendeva quota portando con sé altri membri dell'equipaggio destinati a scomparire per sempre (Pontremoli, Arduino, Ciocca, Lago, Alessandrini e Caratti). Nobile riportò gravi ferite a un braccio e a una gamba, al punto da dover essere sistemato in un sacco a pelo, dove rimase fino all'arrivo dei soccorsi.
I superstiti, fortunatamente, si trovarono circondati di materiali caduti con l'impatto o gettati eroicamente da Arduino dall'aeronave, tra i quali cibo, una radio e la famosa Tenda Rossa (che in realtà era di color argento, colorata di rosso con dell'anilina, sostanza usata per le rilevazioni altimetriche), entro la quale si adattarono a vivere per sette settimane.
Fortunatamente un radioamatore russo riuscì a captare dalla città di Arcangelo un segnale radio di soccorso lanciato dai superstiti; venne così lanciata una vasta spedizione internazionale di soccorso polare, finché un idrovolante pilotato da Umberto Maddalena avvistò la Tenda Rossa. Poco meno di un mese dopo l'incidente, Nobile fu il primo superstite a essere portato in salvo con un piccolo aereo svedese comandato dal tenente svedese Lundborg. Quando il pilota ritornò a prendere gli altri, precipitò egli stesso, rimanendo a sua volta imprigionato tra i ghiacci. In totale perirono otto persone dell'equipaggio dell'Italia; lo stesso Amundsen morì, scomparendo per sempre, mentre volava su quelle gelide isole per prendere parte alle ricerche dei dispersi. Solo il 12 luglio 1928 il rompighiaccio sovietico Krassin raggiunse gli altri superstiti e li trasse in salvo. A capo della squadra di soccorso era Rudol'f Lazarevič Samojlovič.

#### Le accuse
Nobile fu accusato di imperizia e di comportamento vile per aver abbandonato i suoi uomini e richiese un'inchiesta della Regia Aeronautica. Un giurì d'onore, convocato su richiesta dello stesso Nobile, non si pronunciò sulle cause tecniche ma espresse un giudizio di severa censura sulla scelta di Nobile di essere evacuato per primo. La figura umana e professionale di Nobile, soggetto anche a una violenta e spesso ingenerosa campagna stampa, ne uscì severamente compromessa. Come raccontò anni dopo in un'intervista televisiva, l’esploratore si rivolse direttamente a Benito Mussolini perché la sua reputazione fosse ristabilita. Mussolini lo ricevette e, come Nobile raccontò successivamente a sua figlia, si trovò ad alzare la voce davanti al Duce, per la volontà di difendersi e per proprio carattere. Mussolini, senza rispondere in alcun modo, lo congedò e Nobile non lo rivide mai più. La stessa Regia Aeronautica, che aveva nel ministro Italo Balbo un dichiarato nemico degli ormai obsoleti dirigibili, lo abbandonò di fatto al suo destino. Il comandante Nobile, dal canto suo, passò il resto della sua lunga vita a giustificare con decisione la correttezza del suo operato.

### Gli anni in URSS e USA
Amareggiato dall'atteggiamento italiano nei suoi confronti, Nobile si dimise dall'Aeronautica nel 1929 e, ormai in disgrazia, abbandonò l'Italia nel 1931 per partecipare alla spedizione artica del rompighiaccio Malyghin, per trasferirsi l'anno dopo in Unione Sovietica dove collaborò al progetto del dirigibile URSS W6 OSOAVIAKHIM (schiantatosi nel febbraio 1938).
Rientrato nel novembre 1936, nel 1939 emigrò negli Stati Uniti, dove le sue capacità di progettista vennero ampiamente utilizzate e dal febbraio 1943 fu in Spagna. Rientrò in Italia solo dopo la caduta del fascismo.

### Deputato della Costituente
Nel 1945 chiese e ottenne di rientrare nei ranghi dell'Aeronautica Militare e fu promosso al grado di maggior generale del genio aeronautico.
Dal giugno 1946 al gennaio 1948 fu deputato all'Assemblea Costituente, eletto come indipendente nelle liste del Partito Comunista Italiano, dove fu eletto nel Lazio con 33 373 preferenze, secondo solo al segretario generale Palmiro Togliatti. Durante i lavori dell'Assemblea Costituente Nobile fu autore, assieme a Gustavo Colonnetti e a Giuseppe Firrao, dell'emendamento che porterà all'affermazione, nell'articolo 9 della Costituzione, che la Repubblica promuove la ricerca scientifica e tecnica.

### Gli ultimi anni
Dopo il 1948 riprese l'attività di docente di Aerodinamica presso l'Università di Napoli e direttore dell'istituto di Costruzioni aeronautiche fino al 1960, dedicandosi anche ai suoi studi e alla pubblicazione di libri e memorie.
Fu autore di numerosissimi scritti tecnici oltre che di diverse memorie storiche riguardo alle due trasvolate polari. La storia della tragica spedizione è raccontata in alcuni libri scritti dallo stesso Nobile: passò infatti tutti gli ultimi anni della sua vita a raccogliere la memoria storica delle sue spedizioni. Sposò nel 1959 la seconda moglie Gertrude Stolp (1917-1999), che gli fu costantemente al fianco sino alla morte avvenuta il 30 luglio 1978, nella sua casa di Roma in via Monte Zebio n. 28.
Venne sepolto con inumazione in terra nel Cimitero Flaminio di Roma: la sua tomba si trova nella zona dei Cipressi, riquadro 10, di viale degli Uffici.

## Nella cultura
Alla spedizione del dirigibile Norge si è ispirato il film d'animazione norvegese del 2022 Titina, mentre dal dramma della successiva spedizione del dirigibile Italia è stato tratto il film del 1969 La tenda rossa con Sean Connery nei panni di Amundsen e Peter Finch in quelli di Nobile.
Una nuova struttura scientifica italiana, la Amundsen-Nobile Climate Change Tower installata a Ny-Ålesund, porta il suo nome, affiancato a quello di Roald Amundsen.
Il portale web dell'Aeronautica Militare ha proposto una pagina, intitolata "I grandi aviatori", dove vengono citate le maggiori personalità storiche dell'aviazione italiana, ponendo Nobile tra di esse.

## Opere
- Il consumo di gas idrogeno nei palloni dirigibili in relazione alla forza ascensionale, Roma, Tip. del Genio Civile, 1917.
- L'elica aerea propulsiva, Roma, Tip. del Genio Civile, 1917.
- L'aviazione. Fondamenti sperimentali e teorici, Roma, Stab. tipo-litografico del Genio Civile, 1918.
- Il volo transpolare, Roma, Stabilimento tipo-litografico del Genio civile, 1925.
- In volo alla conquista del segreto polare. Da Roma a Teller attraverso il Polo Nord, Milano, A. Mondadori, 1928.
- L'esplorazione polare dell'Italia, Milano, Il Rotary, 1928.
- La tenda rossa, come Nemo, Parma-Milano, Studio editoriale della stamperia bodoniana, 1928.
- L'«Italia» al Polo Nord, Milano, A. Mondadori, 1930.
- La preparazione e i risultati scientifici della spedizione polare dell'«Italia», a cura di, Milano, A. Mondadori, 1938.
- Corso di macchine

I, Macchine idrauliche, Padova, Cedam, 1938; 1941; 1944.
II, Elementi di termodinamica teorica e applicata. Caldaie a vapore, Padova, Cedam, 1940; 1945; 1949.
III, Motori a vapore, Padova, Cedam, 1942; 1944.
IV, Motori a combustione interna
I, Tipi fondamentali e loro Teoria. Cinematica e dinamica del motore, Padova, Cedam, 1948.
II, Parti costitutive dei motori a combustione interna, Padova, Cedam, 1951.
- Posso dire la verità. Storia inedita della spedizione polare dell'«Italia», Milano, A. Mondadori, 1945.
- Quello che ho visto nella Russia sovietica, Roma, Atlantica, 1945.
- Perché sono a fianco dei comunisti, Roma, Latinia, 1946.
- Lezioni di costruzioni aeronautiche. Costruzioni grafiche per la Ricerca degli elementi caratteristici di volo, Napoli, R. Pironti e Figli, 1947.
- L'umanità al bivio, Milano, A. Mondadori, 1947.
- Addio Malyghin! Con i russi, fra i ghiacci della terra Francesco Giuseppe. Seguìto da una nota storica sulla scoperta ed esplorazione di quella terra, Milano, A. Mondadori, 1948.
- Il grado di sicurezza dei cavi portanti-traenti nei trasporti aerei monofuni, Roma, Istituto poligrafico dello Stato, 1950.
- Le resistenze passive nei trasporti aerei monofuni. Considerazioni ed esperienze preliminari, Roma, Istituto poligrafico dello Stato, 1950.
- Nuovi sistemi di trasporti aerei monofuni a moto continuo per persone. Il sistema Oehler con veicoli agganciabili automaticamente a pendoli di sospensione permanentemente fissati sulla fune, Roma, Istituto poligrafico dello Stato, 1951.
- Elementi di aerodinamica

I, Teoremi fondamentali del moto di un fluido perfetto; Correnti incompressibili; Effetti della compressibilità; Propulsione ad elica, con un'appendice sulla propulsione a reazione, Roma, Libreria dello Stato, 1954.
II, Correnti supersoniche; correnti superaerodinamiche o meccanica dei gas rarefatti, Roma, Libreria dello Stato, 1954.
- Gli italiani al Polo Nord, Milano, A. Mondadori, 1959.
- Storia aggiornata della spedizione polare dell'«Italia». L'epilogo del dramma, Roma, Tip. A. Staderini, 1962.
- La tenda rossa. Memorie di neve e di fuoco, Milano, A. Mondadori, 1969.
- Macchine a fluido per gli istituti tecnici industriali, con Francesco Nobile, 2 volumi, Padova, Cedam, 1973-1977.
- Ali sul Polo. Storia della conquista aerea dell'Artide, Milano, Mursia, 1975.
- La verità in fondo al pozzo, Milano, A. Mondadori, 1978.
- L'Italia al Polo Nord. 1928: l'ultima epopea del dirigibile, Venezia, Marsilio, 1987. ISBN 88-317-5013-5.
- Il destino di un uomo. Pagine autobiografiche, Milano, Mursia, 1988.
- Sentieri azzurri. La conquista del Polo Nord. Una suggestiva pagina di storia inedita: la trascrizione integrale degli otto fogli sparsi annotati da Umberto Nobile durante il volo polare del Norge sul percorso Kingsbay (isole Svalbard)-Teller (Alaska), Garbagnate Milanese, Anthelios, 2000. ISBN 88-8394-096-2.